# Графф, Гэри
Гэри Графф (англ. Gary Graff; род. 1960) — американский музыкальный критик и журналист.

## Биография
Родился в Питтсбурге, ходил в школу Taylor Allderdice High School где писал для школьной газеты The Taylor Allderdice Foreword. Учился в Университете Миссури, где получил диплом бакалавра в журналистике. С 1982 по 1995 год он писал для газеты Detroit Free Press в период когда там была забастовка. Графф отказался покинуть пикет и потерял работу. Публиковался в The New York Times, Billboard, The Boston Globe, The Cleveland Plain Dealer, и San Francisco Chronicle, а также вёл регулярные колонки в журнале Guitar World, Ultimate Classic Rock и Consequence.
В 2005, Графф опубликовал книгу The Ties That Bind: Bruce Springsteen A to E to Z. Один из рецензентов сказал что книга «максимально близка к тому, чтобы быть определяющей по изучению» Брюса Спрингстина (англ. comes close to being the definitive study). Он также является редактором серии MusicHound «Essential Album Guide», которая началась с MusicHound Rock в 1996. Также Графф часто участвует в The Drew and Mike Podcast и радио шоу Bob & Brian на радио WHQG в Милуоки, Висконсин.
В настоящее время живёт в городе Детройт.